# یوشی‌یوکی کاواشیما
کاواشیما یوشییوکی (به ژاپنی: 川島 義之, Kawashima Yoshiyuki)؛ ۲۵ مه ۱۸۷۸ – ۸ سپتامبر ۱۹۴۵) ژنرال در نیروی زمینی امپراتوری ژاپن و وزارت جنگ ژاپن در دهه ۳۰ اهل ژاپن بود.